# Alto-mar maralto
Alto mar maralto é o quarto volume de memórias do poeta, ensaísta, crítico literário, teatrólogo, jurista, sociólogo, pensador político, professor, orador, parlamentar, diplomata e escritor brasileiro Afonso Arinos de Melo Franco. Foi publicado em 1976 pela Editora José Olympio e reeditado em 2018 em edição da Editora Topbooks reunindo os cinco livros de memórias do autor.
Começou a ser escrito em Genebra em 19 de agosto de 1968, seis meses após a conclusão de Planalto, e foi concluído em 8 de maio de 1976. Os volumes anteriores mesclavam reminiscências do passado (memórias) com observações sobre o presente (diário), mas em Planalto, escrito entre 1965 e 1968, as reminiscências alcançaram o tempo presente e se esgotaram. Assim, Alto mar maralto a rigor já não é um livro de memórias, e sim um diário, com observações esparsas sobre sua vida depois que se desligou da política e passou a se dedicar exclusivamente às atividades docentes e literárias, com ênfase nas viagens do autor e em suas leituras e apreciações de obras de arte. Dos cinco livros de memórias, foi o que levou mais tempo para ser escrito (quase oito anos), por vezes com longas lacunas entre uma anotação e outra. Por exemplo, no ano de 1973, durante um período depressivo da vida do autor, não consta nenhuma anotação.  
O título do livro é um verso do poema "Maralto" de Carlos Drummond de Andrade, que consta das epígrafes iniciais.
Conta Afonso Arinos, filho no Prefácio à edição da Topbooks das memórias de seu pai:

A 18 de novembro de 1970, em carta dirigida a Washington, para onde eu havia sido transferido, Afonso Arinos mencionou, pela primeira vez, o quarto tomo das memórias, ao informar que, além do Rodrigues Alves – Apogeu e declínio do presidencialismo, então em processo de redação, "costumo, de vez em quando, juntar páginas ao Mar Alto". E aduzia, em 1o de março de 1971: "Também vou seguindo com Maralto (o Houaiss insiste em que seja uma palavra só)". A 12 de outubro, escrevendo-me de Genebra, comentou visita feita a Istambul, acrescentando que "escrevi algumas páginas lá, para o Mar-Alto".

## Passagens notáveis
Sobre o desprendimento ao envelhecer:

PERCEBO QUE, à medida que envelheço, vou me desprendendo, cada vez mais, das coisas do mundo, não levado pela ideia da morte, mas pelo sentimento da vida, As ambições, as recompensas, as injustiças vão me parecendo, cada vez mais, elementos ligados ao que a vida tem de progressivamente circunstancial. Mas o viver é, na minha idade, desligar-se das circunstâncias e explorar o que a vida tem de próprio, de independente de tudo o que se chama "vencer na vida". Agora compreendo bem isto, e nada do que é inerente ao êxito me atrai mais. A vida me impele às afeições, à leitura, à meditação do que leio, à contemplação, às viagens, às conversas com alguns poucos, ao bom vinho, às coisas simples pelas quais os homens devem viver e morrer.
Sobre o desamparo da vida:

Na verdade todos nós, escritores, nada sabemos sobre o futuro de nossa obra. E valeria a pena sabê-lo? Que importa o futuro? O inimigo a vencer é o desamparo da própria vida. Uns tomam cocaína – dizia Manuel Bandeira – ele tomava alegria. Eu tomo a caneta; eis tudo, prosaicamente tudo. Se não tomarmos alguma coisa, cocaína, alegria, caneta, dinheiro, religião, sexo, poder, nada nos poderá salvar da perda da mocidade. Eu tomo a caneta.
Sobre a Alemanha pós-nazismo:

A guerra destruiu uma Alemanha, mas descobriu e reconstruiu outra, que, por detrás dos bancos, das fábricas de automóveis, do dinheiro americano, faz reviver Goethe, Schiller, Hölderlin, Beethoven, o austríaco Mozart, Heine. Aquele monstro descoordenado e repelente que sempre foi para mim a Alemanha de Hitler apareceu-me, agora, nas suas florestas admiráveis, nas suas cidades, nos seus parques, nos seus seus jardins, nos seus monumentos e museus, na organização política do seu povo, como um país que aprendi a amar.